# 越前水母
越前水母（学名：Nemopilema nomurai），又名野村水母，是根口水母科越前水母属的唯一一种，是一種在長江三角洲到日本海泛濫的巨型水母，體型非常龐大，可以達200公斤(450磅)，可食用，寬度跟一個成年人差不多，是現存世界上體型最大的水母之一以及世界最大的刺絲胞動物之一。「越前」之名來自日本福井縣的古令制國國名「越前國」。

## 生物
越前水母在完全長成之後，直徑可達兩公尺，重量達到220公斤，媲美另一種巨型水母獅鬃水母。越前水母原來主要棲息在黃海及東海，但由於全球暖化及海洋污染等各種問題，於1960年代開始亦有在日本海出現，而且數量愈來愈多。

## 對人類的影響
雖然被越前水母灼傷會導致劇痛，但牠的毒液並不足以對人體構成嚴重傷害，但有報告指有些案例的傷者由於灼傷導致肺部積聚液體而致命。因此為了安全，漁民在處理這種水母時都會格外小心，除了穿上保護衣物（如：長筒雨鞋、長袖膠手套）等，還要戴上護眼罩。直到現在，只有九人因為被越前水母灼傷而致命。
越前水母的存在其實已有一段時間，在1958年曾被日本當局以為是水雷。但到2000年代的大量繁殖，對漁民的生計構成影響，在2005年8月底才為眾人所認識。在當時，不少在日本海捕漁的日本漁民開始發現他們日常下網捕撈魷魚、鯷魚、鮭魚、鰤魚等漁獲的海域裡，都被一種巨型水母所佔據，西日本鄰近日本海沿岸的福井縣及島根縣受到的影響最大。
這些巨型的越前水母由於數量眾多、重量又重，很多時候會把漁民的漁網擠破，又或是把漁獲壓死。在最極端的例子中，有多達1000隻越前水母在漁網中被發現。這些巨型水母食量驚人，往往把一半的漁獲吃掉；即使沒有被吃掉的漁獲，若被水母螫傷的話亦很難生存。2007年10月，數十隻越前水母在千葉縣弄沉了一艘漁船，使三名漁民墜海。
早期漁民會把巨型水母殺掉，然後將屍體倒回大海裡，後來發現水母的氾濫愈來愈嚴重，於是日本政府指派專家研究解決方法。研究發現，原來當水母死亡時，會立即排出身體的卵子和精子，使之在水裡受精，所以當漁民把被殺死的水母倒回大海時，這些卵子和精子亦同時回到大海並大量繁殖。因此現時相關水域的漁民在捕獲巨型水母之後，都不會立即殺掉，而是運回岸上加工處理。在長江沿岸，水母被製成食用海蜇；而在日本，水母會被晒乾磨粉，並添加進餅乾內。
近年發現，越前水母含有豐富的水母膠原蛋白（Stomolophus meleagris），可用於化粧品及治療關節炎。

## 越前水母大量出現之成因及過程
1. 由於近年急速工業化的日本沿海城鎮所排放的工業和農業廢水影響，海水被優養化，令越前水母從食物鏈位置之中獲得過多的養份支持，而致使其日後大量繁衍。
2. 漁民早期因不知道被殺的越前水母會有自動排出其精子和卵子的生理機制，便直接將其屍體倒回海中，而導致大量的卵在海水中受精，沉在海底以生長期的水螅形態存活，而導致日後其大量繁殖和湧現。
3. 因全球增温影響下的多種因素令該海域的天氣愈趨不穩定，加快了氣候週期的頻率和變化。此外，海洋的水温變暖亦加速水母的繁殖和生長，大量仍為「水螅」狀態下的越前水母因受此自然環境的影響或刺激大大加快生長率，大量地由生長期「越前水螅」變為成熟期的越前水母。
4. 人類的大量捕撈導致水母的天敵減少，如鮪魚、信天翁、鱈魚、巨型章魚、翻車魚、海龜、企鵝等，這也加速了水母的繁殖。[6]